# Montalto Dora
Montalto Dora (en français Montaut-sur-Doire) est une commune italienne de la ville métropolitaine de Turin, dans la région Piémont.

## Culture
- Château de Montalto Dora.

## Administration
| Période                                  | Période | Identité | Étiquette | Qualité |
| ---------------------------------------- | ------- | -------- | --------- | ------- |
|                                          |         |          |           |         |
| Les données manquantes sont à compléter. |         |          |           |         |

### Communes limitrophes
Borgofranco d'Ivrea, Chiaverano, Lessolo, Ivrée, Fiorano Canavese.